# ایزیری ۱۳۲۶۳
ایزیری ۱۳۲۶۳ استاندارد ملی ایران برای تعیین ویژگی‌ها و روش‌های آزمون ترمز مربوط به موتورسیکلت‌های دو یا سه چرخ است و برای تمام موتورسیکلت‌های دو یا سه چرخ تعریف شده در بند دو استاندارد ملی ایران به شماره ۷۵۵۸ کاربرد دارد.

## تاریخچه و روند تدوین
این استاندارد در چهارصد و هشتاد و پنجمین جلسه کمیته ملی استاندارد خودرو و نیرو محرکه مؤسسه استاندارد و تحقیقات صنعتی ایران مورد تائید قرار گرفت، و در سال ۱۳۸۹ به چاپ رسید.